# Gravity Bone
Gravity Bone è un videogioco d'avventura del 2008, sviluppato e pubblicato da Blendo Games per Microsoft Windows. Il videogioco è stato rilasciato gratuitamente il 28 agosto 2008, utilizza una versione modificata del motore grafico id Tech 2 (originariamente utilizzato in Quake 2) e la musica è ripresa da alcuni film del regista Wong Kar-wai, a sua volta interpretati da Xavier Cugat. Nel corso dello sviluppo annuale del videogioco sono stati prodotti quattro prototipi. Il primo presentava elementi sparatutto in prima persona diversi rispetto alla versione rilasciata. Le versioni successive si sono spostate in un'altra direzione e il gameplay si è orientato più sulla spia. Nel 2012 è stato rilasciato un sequel di Gravity Bone, Thirty Flights of Loving.

## Sviluppo

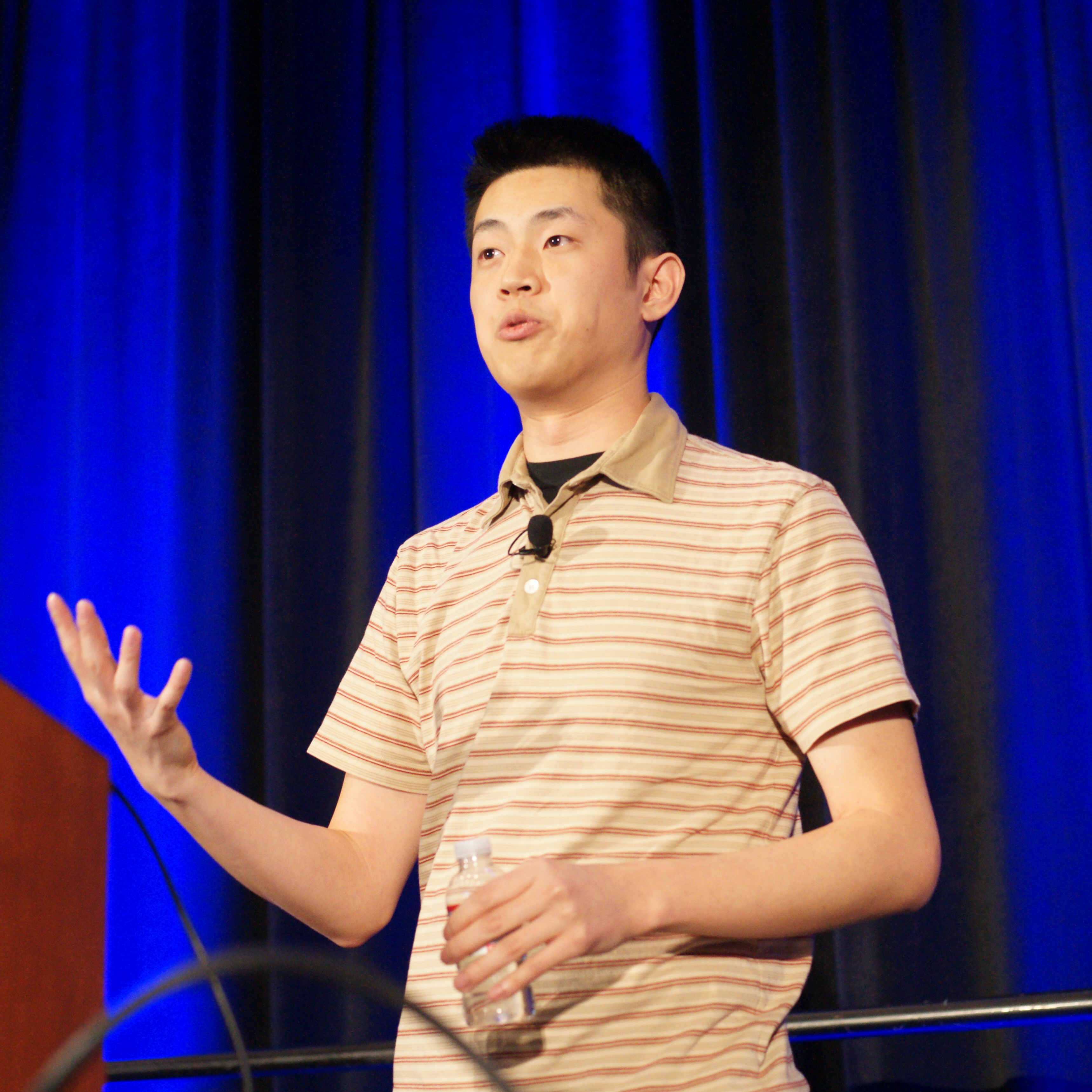
Brendon Chung, lo sviluppatore del gioco.

Gravity Bone è stato ideato e sviluppato da Brendon Chung sotto il suo studio indipendente Blendo Games. Chung, che ha lavorato come level designer per la Pandemic Studios, ha contribuito allo sviluppo di titoli come Full Spectrum Warrior e Il Signore degli Anelli: La conquista. Durante lo sviluppo annuale del videogioco sono stati prodotti quattro prototipi di Gravity Bone. Chung ha commentato durante un'intervista al FidGit che "Gravity Bone era molto diverso all'inizio e finì persino per essere quasi scartato... così fino a quando non uscì questa versione del gioco". La prima versione di Gravity Bone mostrava dei tipici elementi di sparatutto in prima persona ed era basato su Citizen Abel, una serie di mappe presenti nel videogioco Quake 2. L'obiettivo della prima versione del gioco era quello di girare con una pistola, sparare e far esplodere cose. In seguito, lo sviluppo si è spostato in una nuova direzione e Gravity Bone si è trasformato. Adesso il giocatore gira come un hacker informatico e il suo compito è quello di hackerare per tutta la durata del gioco.
La maggior parte degli elementi sparatutto in prima persona della prima versione sono stati rimossi durante la terza revisione del gioco, versione che incorporava uno stile di gioco più orientato alla spia, dove il giocatore doveva "cercare di eliminare silenziosamente i nemici senza essere visto". Chung ha affermato che aveva rielaborato il gioco molte altre volte fino alla versione attuale: "Continuava a cambiare e a cambiare e a cambiare fino a diventare più orientato ad una storia". Ha affermato inoltre di non essersi sentito a proprio agio durante lo sviluppo di Gravity Bone, quando il gioco doveva essere uno sparatutto in prima persona, e che continuava ad aggiungere "bit su bit di elementi sempre più non convenzionali". Chung ha spiegato anche che "il gioco è rimasto bloccato su questa idea, l'eroe non spara mai con la pistola, ma ha solo un mucchio di strumenti attaccati alla cintura come un trapano elettrico, un cacciavite o una lattina di Freon pressurizzato. Divertente e interessante".
Gravity Bone è stato sviluppato utilizzando una versione modificata dell'id Tech 2 di id Software, l'originale motore grafico di Quake 2. Chung ha riconosciuto che sebbene abbia lavorato con motori più recenti, quindi più "potenti e flessibili", preferisce il vecchio motore perché è stato rilasciato in versione open source, "quindi puoi ridistribuirlo gratuitamente". Il lavoro vocale presentato in Gravity Bone è stato prodotto utilizzando programmi text-to-speech. Il videogioco include tre brani di Xavier Cugat and His Orchesetra: "Maria Elena", "Brazil" e "Perfidia". Le versioni di "Maria Elena" e "Perfidia" sono le stesse precedentemente utilizzate dal regista Wong Kar-wai nel film del 1990, Days of Being Wild. Chung ha dichiarato che la sua passione per i film di Wong è stata un fattore importante nella selezione della musica del gioco: "Realizza questi film davvero belli e ho sempre voluto usare la stessa musica in un videogioco".

## Modalità di gioco

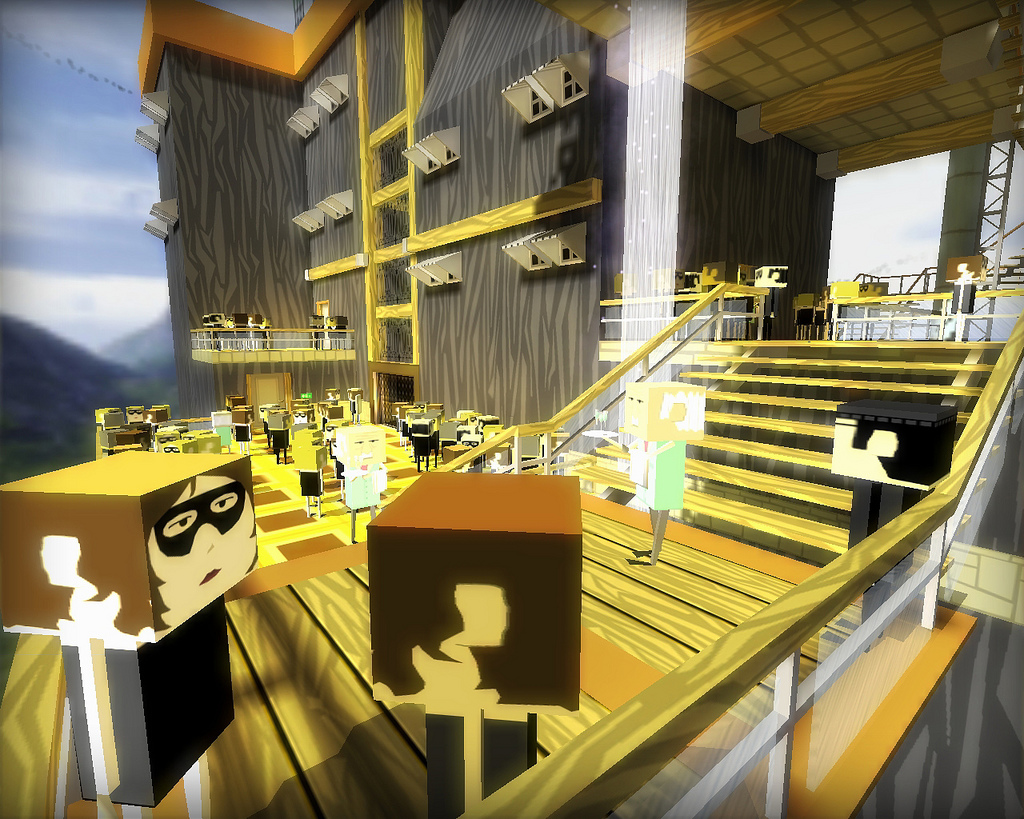
Immagine del gioco

Gravity Bone è un piccolo videogioco d'avventura in prima persona della durata media di circa 20 minuti. Ambientato nella città immaginaria di Nuevos Aires, Gravity Bone vede la storia di una spia senza nome che ha il compito di compiere diverse missioni attraverso le due fasi del gioco. Alla fine della partita, la spia controllata dal giocatore viene uccisa da una donna sconosciuta dopo averla inseguita durante l'ultima metà del secondo livello. Il gioco è stato progettato per lasciare il giocatore senza una chiara idea di come si evolve la storia del gioco.
Durante queste missioni, gli obiettivi e la guida vengono forniti attraverso le interazioni del giocatore con gli oggetti e gli ambienti circostanti nel gioco. Il sistema di esercitazione utilizzato per dimostrare gli elementi di gioco, come l'interazione degli oggetti e il movimento, è camuffato come il primo livello di Gravity Bone. Qui, il giocatore ha il compito di consegnare una bevanda contaminata a un personaggio non giocante non specificato. Dopo che il primo livello è stato completato, il giocatore viene inviato al secondo livello del gioco che segue il modello del primo. Poi al giocatore gli vengono assegnati una serie di azioni e obiettivi che coinvolgono sequenze platform.